# Bernard Chazelle
Pour les articles homonymes, voir Chazelle.
Bernard Chazelle, né le 5 novembre 1955 à Clamart, est un mathématicien et informaticien franco-américain, professeur à l'université de Princeton. Une grande partie de ses travaux concerne la géométrie algorithmique.

## Biographie
Bernard Chazelle est diplômé de l'École des mines de Paris, en 1977 et a obtenu son PhD à l'université Yale en 1980.
Il est professeur à l'université de Princeton depuis 1986 et y occupe la chaire Eugene Higgins. Il a occupé la Chaire d'Informatique et sciences numériques du Collège de France en 2012-2013.
Il est le père du réalisateur Damien Chazelle.

## Travaux
Bernard Chazelle est considéré comme l'un des pionniers de la géométrie algorithmique. Il est notamment connu pour son algorithme de triangulation d'un polygone en temps linéaire, ses résultats en théorie de la discrépance (en) et son algorithme rapide pour le problème de l'arbre couvrant de poids minimal.